# Albert Oniangué
Albert Oniangué, né le 15 octobre 1954 à Boundji-Atsé dans le département de la Cuvette en république du Congo et mort le 14 juillet 2022 à Brazzaville, est un pasteur évangélique congolais et un ancien officier supérieur de l’armée congolaise.
Il est un ancien enfant de troupe (AET) à l’École militaire préparatoire Général-Leclerc à Brazzaville. Il est dirigeant de l'Église de Jésus-Christ, Temple Évangélique El Bethel.

## Biographie

### Enfance et formation
Albert Oniangué est né le 15 octobre 1954 à Boundji-Atsé dans l’actuel district de Tchikapika, dans le département de la Cuvette en république du Congo. Albert Oniangué fait ses études primaires à Tchikapika, puis à Pointe-Noire où il obtient son certificat d’études primaires élémentaires (CEPE), en juin 1968. La même année, il est admis au concours d’entrée en classe de 6e à l’école Militaire préparatoire Général Leclerc de Brazzaville en 1968. Son matricule au sein de l'école militaire est le no 983. Il finit par obtenir son Brevet d’études moyennes générales (BEMG) en classe de 3e en 1972 et poursuis le lycée au sein de la même institution jusqu'à décrocher, en 1975, son baccalauréat scientifique série C avec mention. En 1975, il poursuivit ses études à l’Ecole supérieure d’officier d’active du génie militaire à Râmnicu Vâlcea, en Roumanie, où il sort major de sa promotion en 1978 avec un diplôme d'ingénieur en ponts et chaussées et un grade de sous-lieutenant.
Passionné de basket, il participera 7e championnat d’Afrique de basket-ball tenu à Bangui (République centrafricaine) en 1974,.

### Carrière militaire
Ancien enfant de troupe (AET) et officier du génie militaire, le sous-lieutenant Albert Oniangué commence sa carrière militaire à son retour de Roumanie en 1978. De 1978 à 1992, il devient successivement l’aide de camp de deux présidents de la République du Congo, Joachim Yhombi-Opango puis Denis Sassou-Nguesso,.
Pendant cette période Albert Oniangué connaît un avancement régulier et est nommé lieutenant-colonel en 1990 puis colonel en 2005, grade qu’il conserve jusqu’à sa retraite militaire officielle en 2015,.

### Tentative d’assassinat
À la suite de la victoire de Pascal Lissouba aux élections présidentielles de 1992, Albert Oniangué est reversé dans son corps d’armée d’origine, le génie militaire. Le 25 décembre 1993 alors qu’il rentrait chez lui avec deux de ses fils alors âgés de dix ans et de six ans, il est victime d’une tentative d’assassinat,.  
Entre la vie et la mort, il est transporté d’urgence en France pour y être opéré et soigné des séquelles des six balles qui l’ont touché. Il passera six mois sur une chaise roulante.

### Exil
Cette tentative d’assassinat le contraint à vivre en exil en France durant cinq ans comme refugié. Il développe les compétences acquises au cours de sa carrière militaire en se formant en diplomatie et en management de projets internationaux au Centre d’études diplomatiques et stratégiques (CEDS) de Paris ainsi qu’à l’Institut centralien des technologies et du management de l’École centrale de Paris.

### Vie privée
Albert Oniangué est père de plusieurs enfants dont Prince Oniangué et Giovan Oniangue, respectivement footballeur professionnel et basketteur professionnel.

### Mort
Albert Oniangué décède le 14 juillet 2022, à l’âge de 68 ans, au CHU de Brazzaville à la suite d'un malaise.

## Retour au Congo et spiritualité
Albert Oniangue retourne au Congo en décembre 1998,. À partir de 2000, Albert Oniangué se concentre sur sa spiritualité et devient pasteur au sein d'une église évangélique puis dirigeant de l'Église de Jésus-Christ, Temple Évangélique El Bethel à Brazzaville,,.

## Politique

### Candidat à l'élection présidentielle de 2021
Le 1er février 2021, Albert Oniangué a annoncé sa candidature à l'élection présidentielle de mars 2021. Il propose à la nation congolaise un nouveau contrat de rétablissement de toutes choses dénommé « ENSEMBLE, TOUT EST POSSIBLE ». Il fonde le Mouvement des engagés aux exigences de la nouvelle alliance (MEENA) et propose une « révolution morale » fondée sur la justice sociale.
Au cours de cette élection, il fait notamment face au président sortant et candidat Denis Sassou-Nguesso qui brigue un quatrième mandat à 77 ans. Sept candidats au total sont retenus. Au terme des votes, il est arrivé en sixième position avec 6 977 voix, soit 0,40% .

## Récompenses et distinctions
- Commandeur dans l'ordre du Mérite congolais
- Chevalier de l'ordre national rwandais des mille collines
- Chevalier de l'ordre national de la Légion d'honneur
- Membre actif de la Société d'entraide des membres de l'ordre national de la Légion d'honneur
- Ambassadeur de la Paix (Fédération Inter-religieuse pour la paix universelle)